# Indian Mountain Lake
Indian Mountain Lake est une census-designated place située dans les comtés de Carbon et de Monroe, dans l’État de Pennsylvanie, aux États-Unis. Lors du recensement de 2020, elle compte 4 733 habitants.